# گروه پالت
گروه پالت یک گروه موسیقی تلفیقی ایرانی است.

## تاریخچه
پالت برای نمایش روایت ناتمام یک فصل معلق به کارگردانی هومن سیدی که در ۱۳۹۱ به روی صحنه رفت آهنگ ساخت. سپس آهنگ والس شماره ۱ را منتشر کرد. سپس آلبوم آقای بنفش را در شهر کتاب مرکزی منتشر کرد که با استقبال مواجه شد. چند ماه بعد در پایان فیلم ماهی و گربه ترانه‌ای به نام باد ما را با خود خواهد برد را اجرا کردند و پس از آن مشغول کنسرت در ایران و تورهایی در اروپا و آمریکا شدند. آلبوم بعدی این گروه، شهر من بخند نام دارد که دارای ۱۲ قطعه بوده و در ۲۶ اردیبهشت ۱۳۹۴ منتشر شد.

## ویژگی‌ها
ویژگی کلیدی گروه «پالت» سازبندی آن است. سازهای گروه پالت کنترباس، کلارینت، آکوردئون، گیتار، ویولنسل را شامل می‌شود. خوانندهٔ این گروه امید نعمتی است پالت اثر خود را با مشارکت اعضای خود با شش سلیقهٔ متفاوت می‌آفریند که این باعث تنوع آن می‌گردد. ترانه‌های آثار پالت یا اشعار کلاسیک هستند یا امید نعمتی آنان را نوشته‌است.

## اجراها
این گروه تاکنون در شهرهای مختلف ایران کنسرت‌هایی برپا کرده‌است. این گروه همچنین در سال ۱۳۹۲ کنسرت‌هایی را در پاریس، کلن، میلان، آمستردام، گوتنبرگ و استکهلم اجرا کرد.
این گروه در دی ۱۳۹۲، به‌دلیل ممنوعیت نمایش ساز در تلویزیون ایران، در شبکه آموزش به‌صورت پانتومیم به اجرا پرداختند.
پیش از انتشار رسمی آلبوم شهر من بخند، گروه پالت در ۱۵ و ۱۶ اردیبهشت در تالار وحدتِ تهران به اجرا پرداختند و قطعاتی از هر دو آلبوم را اجرا کردند.

## بازخوانی سرودهٔسعید سلطان‌پوربرای حمایت از حسن روحانی
چند روز پیش از انتخابات ریاست‌جمهوری ایران در سال ۱۳۹۶، گروه پالت نسخهٔ بازخوانی‌شدهٔ خود از سرود رود را در حمایت از حسن روحانی بر روی اینستاگرام منتشر کرد.
با توجه به انتشار این بازخوانی برای تبلیغات سیاسی و انتشار آن از سوی پالت تحت عنوان «آهنگ قدیمی» و بدون نام‌بردن از سرایندهٔ آن سعید سلطان‌پور که در دوران جمهوری اسلامی اعدام شد، این گروه مورد انتقاد شدید برخی از فعالان سیاسی و فرهنگی قرار گرفت. از جمله فرج سرکوهی با انتشار مطلبی با عنوان «روسپیان … در باران و به زیر دو گوش ما…» پالت را به «دزدی سرمایهٔ معنوی سرکوب‌شدگان» و «دزدی کار خلاقهٔ اعدام‌شده» متهم کرد.
نادر فتوره‌چی نیز در سخنانی گروه را به «سرقت هنری» متهم و از آن‌ها انتقاد کرد.
در پی این‌گونه انتقادها، پالت ویدئوی مذکور را از صفحهٔ خود حذف و از اتفاق رخ‌داده به عنوان یک «سوءتفاهم» نام‌برد که همین نوع عذرخواهی نیز انتقادهای مجددی را نسبت به پالت به همراه داشت.
پالت با انتشار سرودهٔ سلطان‌پور با هشتگ به عقب برنمی‌گردیم و تا ۱۴۰۰ با روحانی نوشته‌بود: «بیاین جمعه (اشاره به روز انتخابات جمهوری اسلامی) موج‌وار بهم بپیوندیم و بر افسون شب بخندیم.»

## اعضا
- امید نعمتی: خواننده

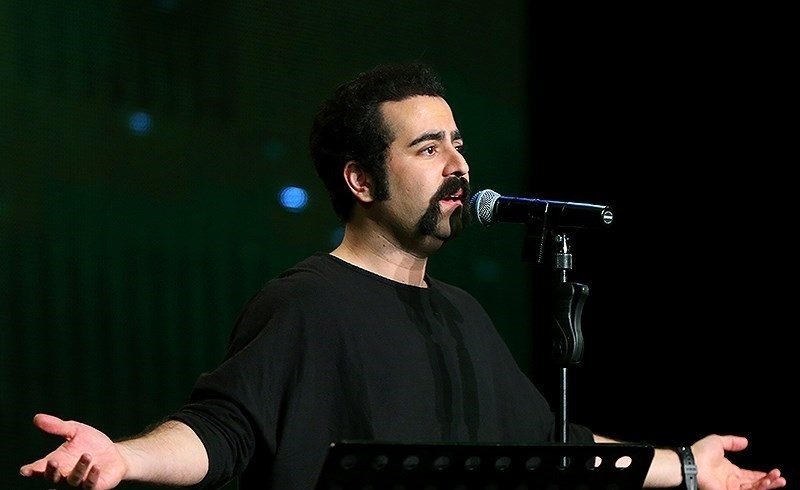
امید نعمتی در کنسرت دی ۱۳۹۴

- داریوش آذر: همخوان و نوازندهٔ کنترباس
- روزبه اسفندارمز: نوازندهٔ سابق کلارینت
- امین دوایی: مدیر گروه
- مهیار طهماسبی: نوازندهٔ ویولنسل
- کاوه صالحی: نوازندهٔ گیتار
- سردار سرمست: نوازندهٔ آکوردئون
- شقایق صادقیان: نوازندهٔ فلوت
- امین طاهری: نوازندهٔ درامز
- داریوش بیژنی: نوازندهٔ کلارینت

## آلبوم‌ها
- آقای بنفش (۱۳۹۱)
- شهر من بخند (۱۳۹۴)
- تمامِ ناتمام (۱۳۹۵)
- نصف‌النهار مبدأ (۱۳۹۹)

## جوایز و افتخارات
- جایزه باربد بهترین آهنگسازی موسیقی پاپ و تلفیقی - باکلام سی و هفتمین جشنواره موسیقی فجر برای آلبوم «نصف النهار مبدا»[۱۶]